# Gwiazdnica długolistna
Gwiazdnica długolistna (Stellaria longifolia L.) – gatunek rośliny należący do rodziny goździkowatych (Caryophyllaceae).

## Rozmieszczenie geograficzne
Gatunek o wokółbiegunowym zasięgu. Występuje w rozproszeniu na Syberii, sięgając  po Daleki Wschód, w Ameryce Północnej oraz w północnej, środkowej i północno-wschodniej części Europy. W Polsce jest dość rzadki. Głównie występuje w południowo-wschodnich regionach kraju, w Kotlinie Sandomierskiej, na Wyżynie Małopolskiej, Nizinie Śląskiej, Wyżynie Śląskiej i Wyżynie Lubelskiej. W Sudetach znany jest z pojedynczych stanowisk. W Karpatach opisano jego występowanie tylko na jednym stanowisku – nad Wyżnim Stawem Toporowym w Tatrach.

## Morfologia

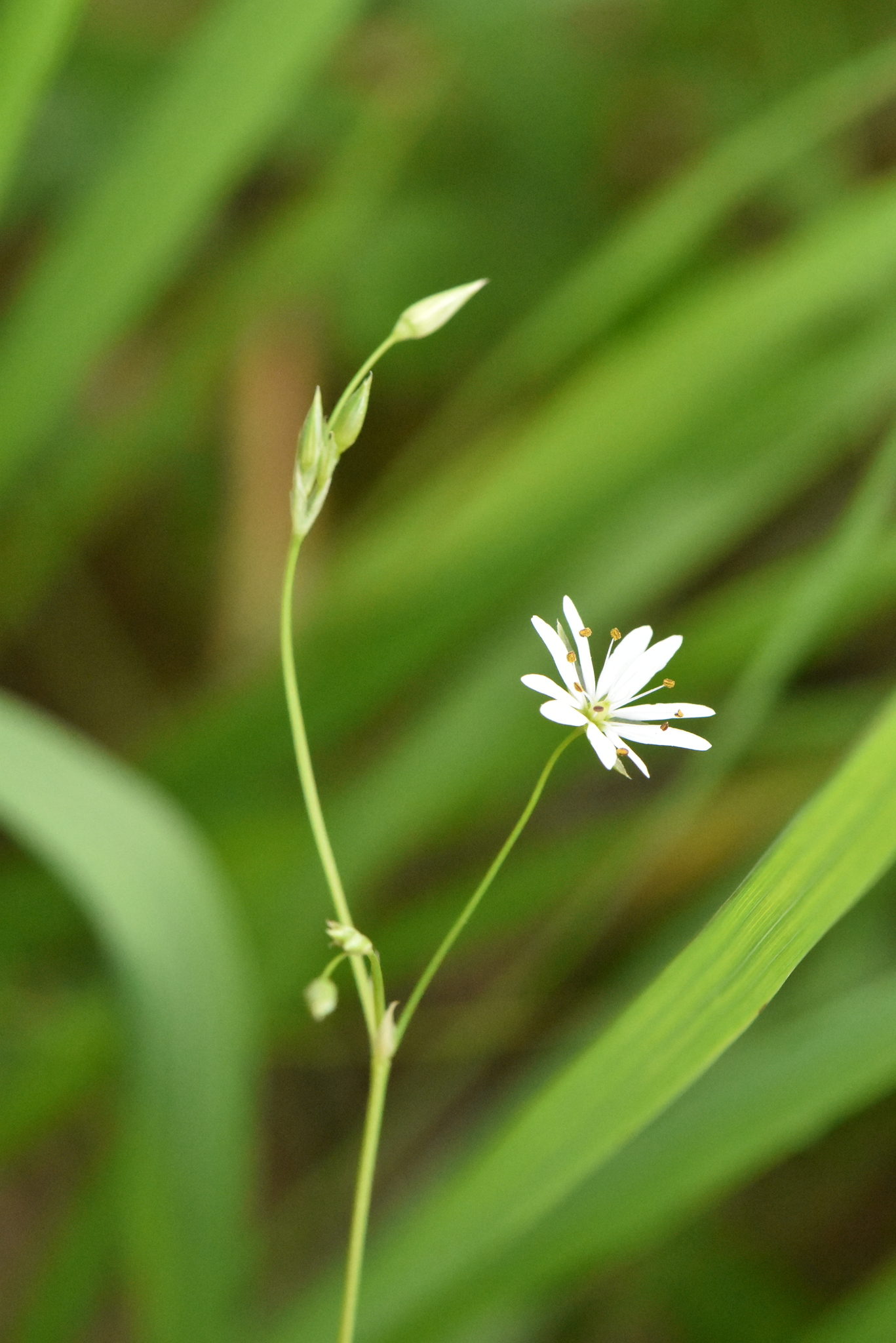
Kwiat

ŁodygaPokładająca się zaraz w nasadzie. Jest 4-graniasta i górą ma szorstkie kanty. Osiąga długość 10–25 cm.
LiścieSiedzące, wąskolancetowate, o długości 1,5–2 cm, szerokości 1–2 mm, najszersze powyżej połowy długości. Podsadki błoniaste.
KwiatyNieliczne, zebrane w dwuramienną wierzchotkę na szczycie łodygi. Działki kielicha o długości 2,5 mm są zaostrzone. 5 białych płatków o długości 2 mm jest rozcięte niemal do samej nasady, tak, że pozornie kwiat jest 10-płatkowy.

## Biologia i ekologia
Bylina, hemikryptofit. Występuje w wilgotnych borach i turzycowiskach. Liczba chromosomów 2n = 26. W klasyfikacji zbiorowisk roślinnych gatunek charakterystyczny dla związku (All.) Vaccinio-Piceion i Ass. Sphagno girgensohnii-Piceetum (borealna świerczyna na torfie).

## Zagrożenia
Według kryteriów IUCN gatunek w Karpatach krytycznie zagrożony (kategoria:CR), gdyż występuje na jednym tylko stanowisku i w niewielkiej ilości osobników.